# Polycotylidae
Polycotylidae é uma família de plesiossauros do Cretáceo, um grupo irmão de Leptocleididae. Eles são conhecidos como falsos pliossauros. Os policotilídeos apareceram pela primeira vez durante o estágio Albiano do Cretáceo Inferior, antes de se tornarem abundantes e difundidos durante o início do Cretáceo Superior. Várias espécies sobreviveram até o estágio final do Cretáceo, o Maastrichtiano Inferior, há cerca de 72 milhões de anos.  O possível último membro sobrevivente Rarosaurus do Maastrichtiano Superior é mais provavelmente um crocodilomorfo.
Com seus pescoços curtos e grandes cabeças alongadas, eles se assemelham aos pliossauros, mas estudos filogenéticos mais detalhados indicam que eles compartilham muitas características comuns com os Leptocleididae e Elasmosauridae. Eles foram encontrados em todo o mundo, com espécimes relatados na Nova Zelândia, Austrália, Japão, Marrocos, EUA, Canadá, Europa Oriental e América do Sul.